# 盧従願
盧 従願（ろ じゅうがん、生年不詳 - 737年）は、唐代の官僚。字は子龔。本貫は相州臨漳県。

## 経歴
北魏の吏部尚書の盧昶の六世の孫にあたる。吉陽県丞の盧敬一の子として生まれた。弱冠にして明経に挙げられ、夏県県尉に任じられた。さらに制挙に応じ、右拾遺に任じられた。まもなく右台監察御史に転じ、山南道黜陟巡撫使をつとめた。巡撫を果たして長安に帰ると、殿中侍御史に任じられた。のちに中書舎人に累進した。
景雲元年（710年）、睿宗が即位すると、従願は吏部侍郎に任じられた。中宗の後、吏部における官吏の選挙の職務は綱紀を失っていたが、従願が道理に従って細心の注意を払ったため、かれの仕事はおおむね公平であると評価され、李朝隠とともに盧李と並び称された。
開元4年（716年）、従願は官吏選抜の才能がないとして、豫州刺史に左遷された。豫州での統治は厳正簡素で、按察使の考課により天下第一等と上奏された。ほどなく従願は入朝して工部侍郎となり、尚書左丞に転じた。また従願は楊滔・裴漼・王丘・劉令植らとともに「開元後格」を冊定した。中書侍郎に転じた。開元11年（723年）、工部尚書に任じられた。銀青光禄大夫の位を加えられ、そのまま東都留守を命じられた。開元13年（725年）、玄宗に従って泰山に登った功により、さらに金紫光禄大夫の位を加えられ、韋抗に代わって刑部尚書となった。歴年にわたって外任の官の考査の使者をつとめ、公平なことで知られた。
御史中丞の宇文融が括戸政策を行った功績により、考査を受けようとしたが、従願はこれを抑えて良い評価を与えなかった。宇文融は恨みに思って、従願がさかんに殖産をおこない、広く良田を占拠していると密奏した。その後、玄宗は宰相を新たに任用しようとし、ある者が従願を推薦したが、玄宗は従願が広く田園を占拠していることからふさわしくないとして、任用しなかった。ある日の早朝、従願は道の途中で人に弓を射かけられて、その従者に当たり、その賊を捕らえることはできなかった。当時の人は従願が長らく官吏の選挙の職にあり、昇進を抑えられた者に復讐されたのだろうと噂した。
開元16年（728年）、従願は再び東都留守をつとめた。従願の子の起居郎の盧論が売り出した米を官に入れるときに余剰の利益を得ていたとして、御史の糾弾を受けると、従願はその罪に連座して絳州刺史に左遷された。のちに太子賓客に転じた。開元20年（732年）、河北で飢饉が起こると、従願は勅命を受けて宣撫処置使をつとめ、官倉を開いて救恤にあたった。長安に帰ると、老齢を理由に引退を願い出た。そのまま吏部尚書に任じられ、致仕を許された。開元25年（737年）、死去した。享年は七十数歳。益州大都督の位を追贈された。諡は文といった。

## 子女
- 盧纘（王屋県令）[8]
- 盧論（比部員外郎）[4][8]
- 盧允（吏部郎中）[8]
- 盧衡（都水丞）

## 伝記資料
- 『旧唐書』巻100 列伝第50
- 『新唐書』巻129 列伝第54